# Titus Brandsma
Titus Brandsma, nascut Anno Sjoerd Brandsma (Bolsward, Països Baixos, 23 de febrer de 1881 – Dachau, 26 de juliol de 1942), va ser un sacerdot, professor, periodista i frare carmelità frisó que va morir al camp de concentració nazi de Dachau. Com a sacerdot fortament implicat socialment, va prendre iniciatives en el camp de l'emancipació catòlica, l'educació catòlica i el periodisme.
Brandsma es va oposar al nazisme. El 1942, durant la Segona Guerra Mundial, va ser arrestat pels ocupants alemanys i va morir al camp de concentració de Dachau.
Venerat per l'Església catòlica, va ser beatificat el 1985 pel papa sant Joan Pau II i canonitzat pel papa Francesc el 15 de maig de 2022.

## Biografia

### Joventut i formació
Brandsma era descendent d'una antiga família de camperols catòlics d'Ugoklooster, a prop de Bolsward. Va estudiar de 1892 a 1898 a l'escola secundaria del monestir dels frares menors de Sant Antoni de Pàdua a Megen. El 17 de setembre de 1898 va ingressar als carmelites al convent de Boxmeer on va prendre el nom monàstic Titus. Va fer els seus vots monàstics el 3 d'octubre de 1899. Fou ordenat sacerdot el 17 de juny de 1905. Entre 1906 i 1909 va estudiar a la Pontificia Università Gregoriana de Roma on va obtenir el seu doctorat en filosofia.

### Docència i periodisme
De tornada als Països Baixos, Titus Brandsma va ensenyar filosofia, sociologia i història de l'església a la casa d'estudi (Philosoficum) dels carmelites a Oss. També es va convertir en redactor en cap del diari d'Oss "De Stad Oss" i va fundar una escola secundaria catòlica, l'actual Titus Brandmalyceum. Com a membre de l'administració central de l'orde, Titus va tenir un paper no poc important en el moviment de renovació dels carmelites als Països Baixos. Com a conseller espiritual de l'Associació de periodistes catòlics holandesos, va exercir un paper important en la modernització de la premsa catòlica dels Països Baixos i en millorar les condicions laborals per als periodistes catòlics. Les seves propostes per a l'establiment d'una formació periodística es van concretar només després de la seva mort.

### Místic carmelità
Brandsma es va convertir en un gran coneixedor del misticisme carmelità i de la devoció moderna. Per exemple, va traduir part de les "Obres de Santa Teresa" al holandès. Va ser cofundador de la important revista espiritual "Ons Geestelijk Erf". La seva col·lecció única de còpies de manuscrits místics medievals va constituir la base de l'actual Institut Titus Brandsma de Nimega. L'essència de la seva concepció del misticisme: Déu s'amaga en tota persona i en tota la creació. En cada moment Déu crea tot allò que està fora del no-res. Tot és en Déu i Déu ho és en tot. Per això, el místic no està separat de la vida quotidiana, sinó que ell o ella hi són completament.
Titus va fundar el silenci de la cel·la a l'orde carmelita. La cel·la és la pràctica més important per als carmelites. "Romangui cadascun en la seva cel·la o al costat d'ella, meditant dia i nit la llei del Senyor i vetllant en l'oració, tret que hagi de dedicar-se a altres justs quefers.", diu la regla del Carmel. I tant convençut estava que en els seus escrits "Mijn Cel – Dagboek van een gevangene"("La meva cel·la - Diari d'un presoner") el dia 27 de gener de 1942 escriu "Beata Solitud. Ja estic completament a casa, en aquesta petita cel·la. Encara no m'he avorrit, tot al contrari. Estic tan sol allà, oh sí, però mai el Senyor va estar tan a prop meu. Puc gaudi en l'alegria que Ell una vegada més es deixa trobar completament per mi, sense que jo sigui capaç d'arribar a la gent o persones. Ara és el meu únic refugi i em sento segur i feliç. Sempre vull quedar-me aquí, si Ell ho té així. Poques vegades he estat tan feliç i satisfet."
Brandsma era un místic, tot i que va mantenir la seva vida espiritual estrictament separada de la seva existència social. Es va revelar com una personalitat devota, servicial, alegre i honesta.

### Càtedra
El 1923, Brandsma es va convertir en professor y cofundador a la Universitat Catòlica de Nimega, l'actual Universitat Radboud, fundada aquell any. Va ensenyar filosofia i 'història de la pietat', entes com a misticisme. Va ocupar nombrosos càrrecs acadèmics i va ser rector durant el curs 1932/33. Va exercir una gran influencia sobre el concepte de Déu en temps moderns que va cridar molt l'atenció. Caracteritza la complexitat de les seves creences en què van tenir cabuda tant les idees progressistes com l'ortodòxia.

### Altres activitats
A més de les seves activitats universitàries, Brandsma va participar amb nombroses organitzacions catòliques, incloent ser el president del Consell d'Administració de l'Educació Superior i Secundària Preparatòria Catòlica Romana i com a membre del consell de la Unió de la Pau i de l'Apostolat de Reunificació. També va ser l'iniciador i censor "ad hoc deputatus" de l'Enciclopèdia Catòlica publicada als anys trenta. Gràcies a les seves accions, va néixer la primera escola primària catòlica no segregada per sexe.
Brandsma va tenir un paper important en l'emancipació dels catòlics a Frísia i en la introducció del frisó en el currículum de l'educació primària a la província. Com a membre del consell de l'Associació per a l'Ensenyament Superior en Frisó (el posterior Consell Provincial d'Educació de Frísia), va treballar per a una càtedra en frisó. Va ser membre de l'organització de conservació de la natura Fryske Gea i cofundador de les Sales Frysk Boun i de la Fryske Akademy.
El 1935 va ésser nomenat ajudant eclesiàstic dels periodistes catòlics pel cardenal de Jong, càrrec que ocupà fins a la mort.
Amb motiu del 40 aniversari dels seus vots, el 3 d'octubre de 1939, la reina Guillermina I el va nomenar cavaller de l'Orde del Lleó Neerlandès.
Va ser pioner en l'organització del moviment ecumènic i es va interessar per l'idioma esperanto. Avui és reconegut com a patró dels esperantistes catòlics, juntament amb Maksymilian Maria Kolbe.

### Resistència
Brandsma va advertir des de primera hora a través de publicacions en diaris, setmanaris i durant conferències sobre els perills del nazisme, l'odi racial i la incitació. Va condemnar les mesures anti-jueves del règim nazi tant abans com durant l'ocupació. A mitjan 1936, per exemple, fou membre del Comitè de Vigilància contra el Socialisme Nacional, fundat per estudiosos i artistes holandesos. El 1941 es va oposar a l'eliminació d'alumnes jueus i conversos de les escoles secundàries catòliques i va ser el creador de la prohibició que va emetre l'Arquebisbe de Utrecht, Jan de Jong, contra la inclusió de publicitat de la NSB al diaris catòlics.
El 30 de desembre de 1941 va fer una gira amb l'arquebisbe per visitar els directors de diaris catòlics per explicar la prohibició. En un informe dels serveis de seguretat alemanys, aquestes converses es van anomenar wühlarbeit: activitat subversiva. Brandsma va ser descrit a més com una persona perillosa que lluitava contra el nazisme.

### Arrest i mort
A principis de gener de 1942, les autoritats d'ocupació alemanyes van detenir el sacerdot amb la intenció de mantenir-lo empresonat durant molt de temps. Després d'una estada a la presó de Scheveningen, el camp Amersfoort i la presó de Clèveris, finalment va acabar al camp de concentració de Dachau. A Amersfoort, va conèixer el jove pastor reformista Rev. Johannes Kapteyn, amb qui va mantenir una estreta amistat. El 13 de juny, Brandsma va ser encadenat a Kleef amb el canell esquerre al canell dret del Rev. Johannes Kapteyn per transportar-lo a Dachau on van arribar el 19 de juny. Brandsma va rebre el número 30492 i el número Kapteyn 30493. Es van situar al bloc 28, la sala 3, a la caserna del clergat polonès.
També aquí, segons testimonis posteriors d'antics companys de campament, aquest místic era un gran suport moral, espiritual i real per als seus companys presoners.
Després d'unes setmanes de penúries i agressions, va quedar exhaurit i el van internar al Revier (hospital del campament). Va estar uns dies allà om va quedar inconscient. La vida de Titus Brandsma va acabar a les dues de la tarda del 26 de juliol de 1942, després que un metge del campament li donés una injecció mortal d'àcid fènic.

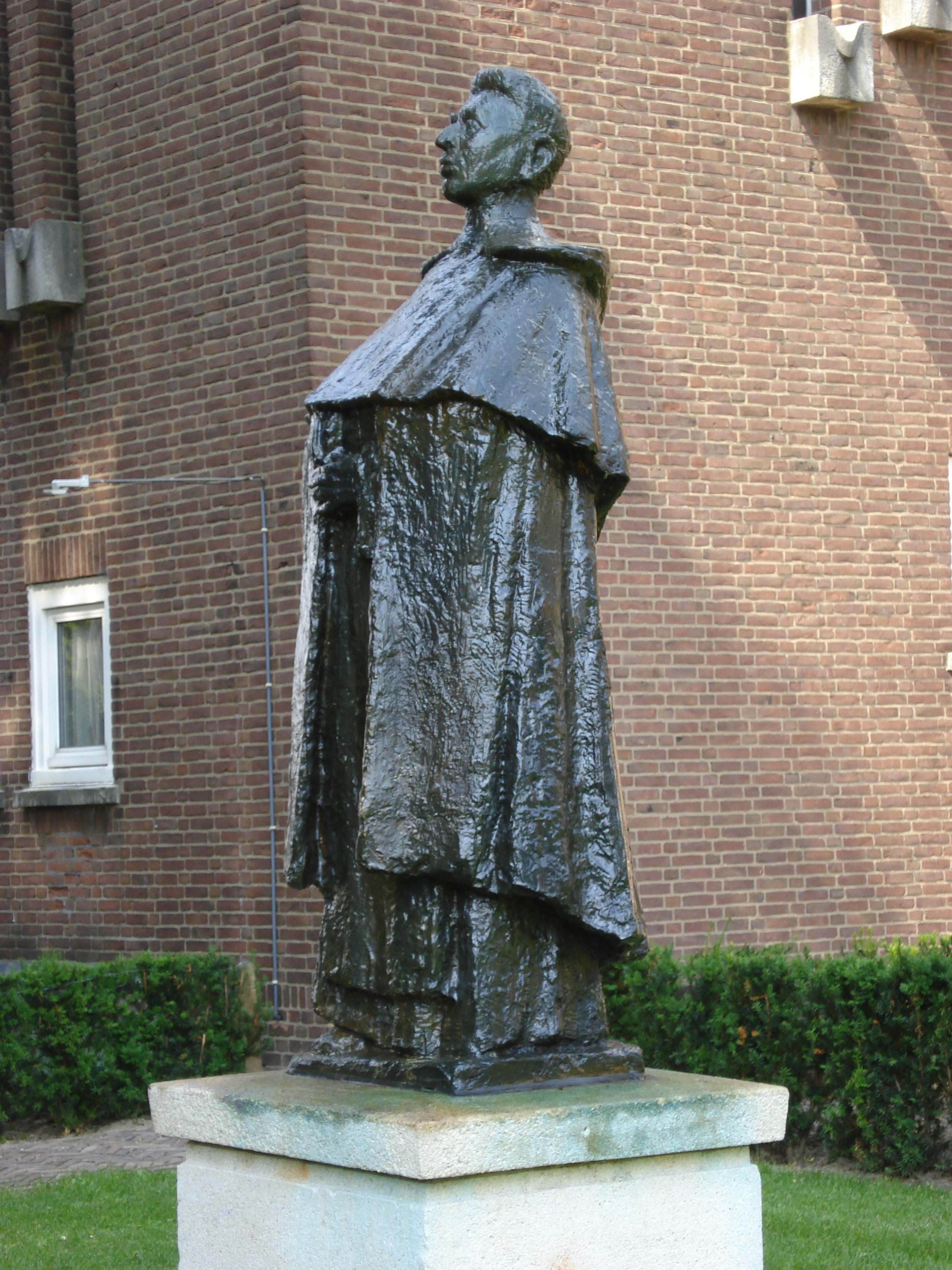
Estàtua a Oss, al Titus Brandsmalyseum
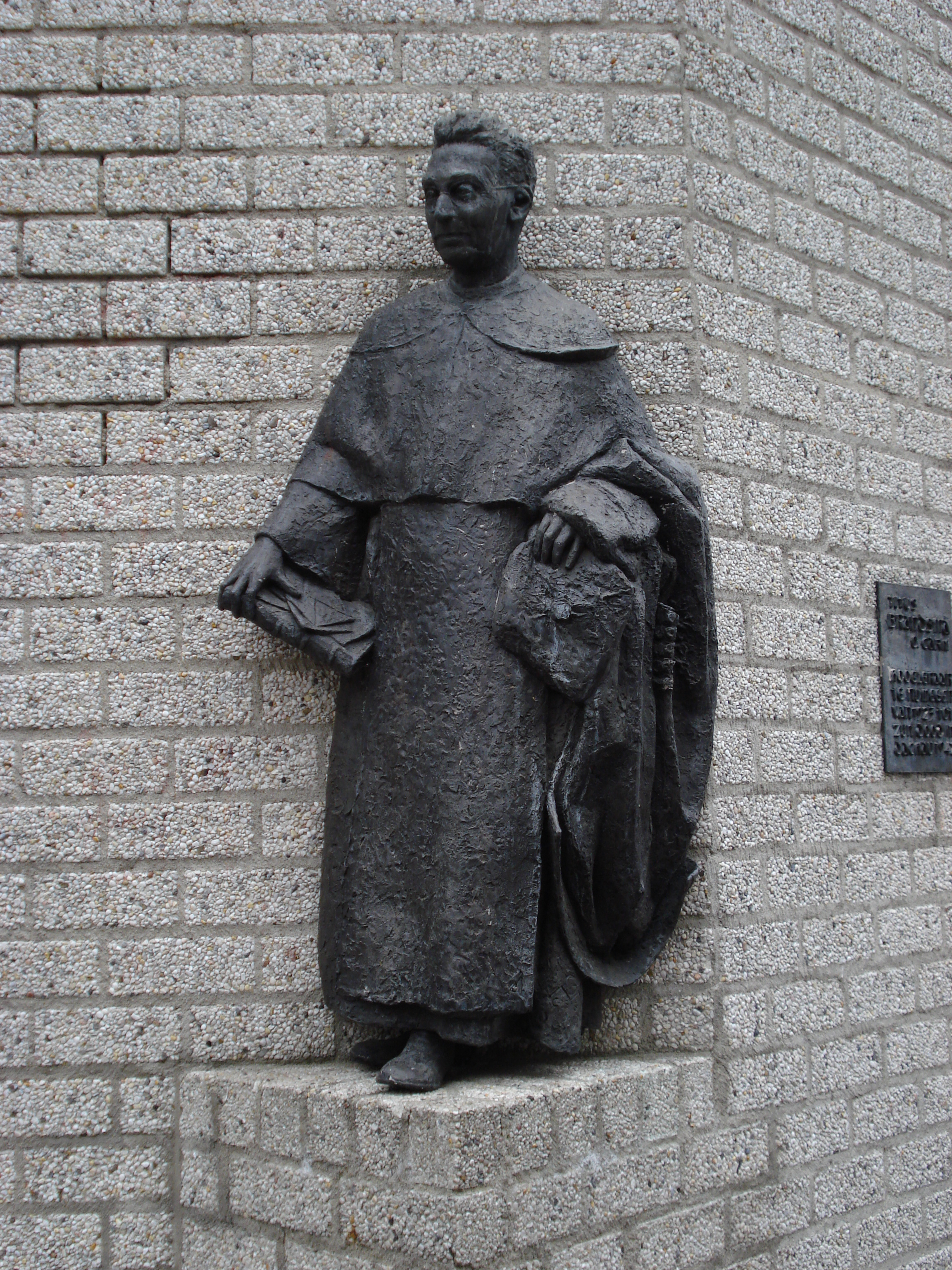
Estàtua del beat a Nimega
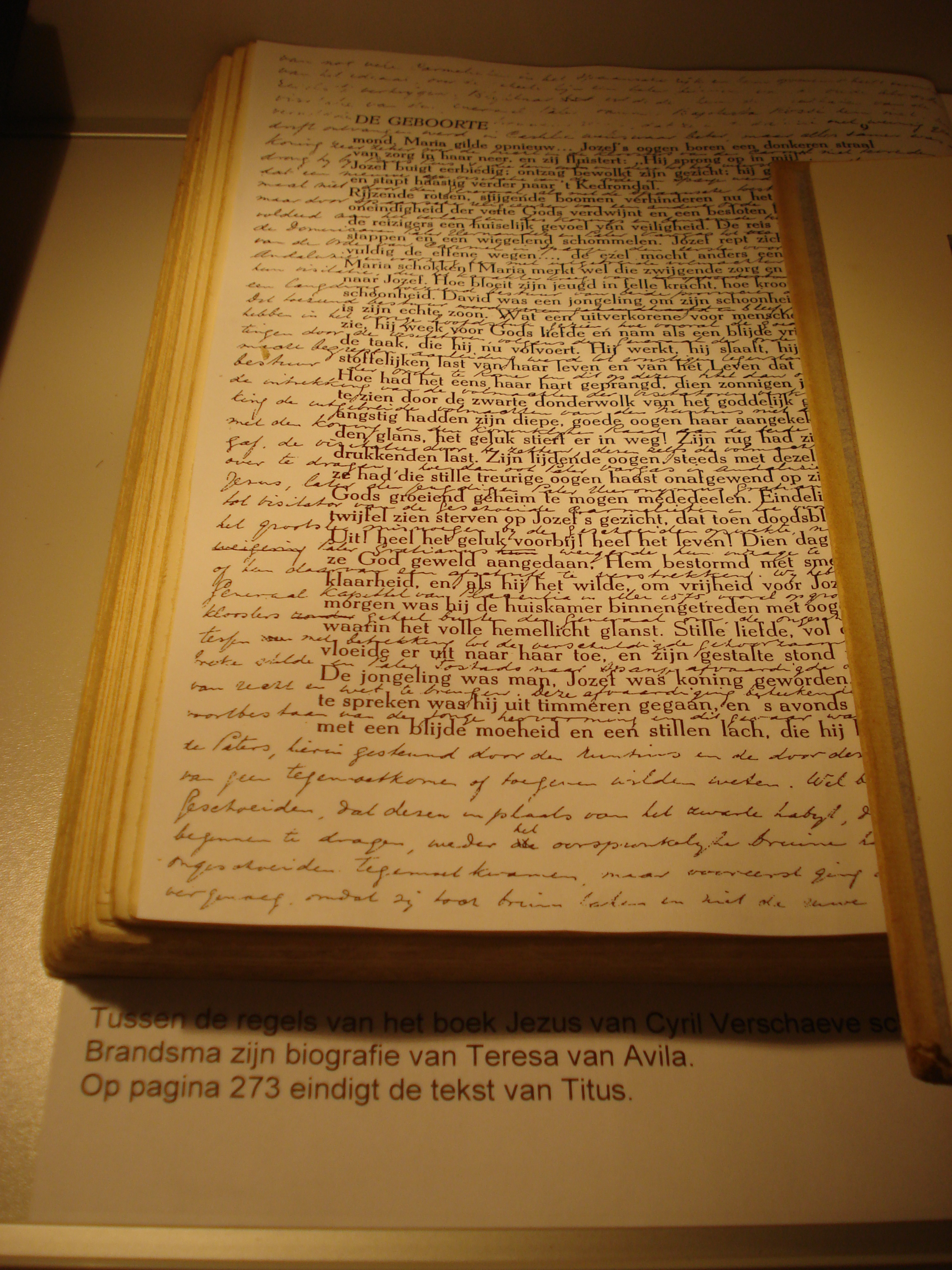
Manuscrit i notes de Brandsma sobre una biografia de Santa Teresa

## Herència i culte
Després de conèixer la mort de Brandsma, aviat va sorgir una devoció entorn de la seva memòria, que va dur a la seva beatificació pel Papa Sant Joan Pau II el 23 de novembre de 1985. La seva festivitat és el 27 de juliol.
El 6 de febrer de 2018 es va obrir oficialment el procés de canonització de Titus Brandsma per un presumpte miracle atribuït a la seva intercessió a la Diòcesi de Palm Beach (Califòrnia)
Va ser guardonat pòstumament amb la Creu Memorial de Resistència el 1982.
Amb els anys, diferents edificis escolars van rebre el nom del clergue a Bolsward, Brunssum, Dordrecht, Delft, Hengelo (Overijssel), Hoogeveen, Velp, Venlo, Voorburg i Oss. A Bolsward també hi ha el Museu Titus Brandsma. Hi ha una esglesia de Titus Brandsma a Amstelveen i Deventer. Hi ha més de 45 ciutats als Països Baixos on un carrer porta el nom de Titus Brandsma, com a Kranenburg, a prop de Nimega. També hi ha parròquies que porten el nom del sacerdot a Oss, Wageningen, i La Haia,
Al 2005, la gent de Nimega va declarar a Brandsma el més gran nimeguès de tots els temps. Nimega també acull l'Església Memorial Titus Brandsma, que mostra quadres dissenyats per artistes sobre la vida i el camí espiritual de Brandsma, així com vitrines amb objectes i documents de la seva vida. La Universitat Radboud alberga a les seves instal·lacions el Titus Brandsma Institute. Bolsward té un museu Titus Brandsma on es presenta molta informació sobre el sacerdot frisó.
El culte de Brandsma no es limita als Països Baixos. Un retrat d'ell penja a la paret d'una església dels carmelites a Gdańsk i a la basílica de Sant Pere i Pau de Poznań a Polònia. Una estàtua del sacerdot frisó es troba a l'església del Whitefriar Street Carmelite Church de Dublín. A França, un carrer de Nantes ha rebut el nom d'Allée Titus Brandsma i hi ha un centre catòlic Titus Brandsma a Lió. S'ha establert allà un Premi Titus Brandsma, que s'atorga un cop cada tres anys a un periodista, publicació o institució que hagi patit amenaces o processaments per culpa del seu compromís a la premsa en favor d'un subjecte humà o cristià important. L'Associació Internacional d'Esperantistes Catòlics (IKUE) ha convertit Titus Brandsma en un dels seus patrons. [15] Hi ha una carretera Titus Brandsma a Dachau, el lloc on va morir al camp de concentració del mateix nom.
Les empreses de transport públic Veolia i Arriva van nomenar un tren per al capellà.
Titus Brandsma va ser nomenat ciutadà d'honor pòstumament de la ciutat d'Oss el 6 de novembre de 2015.